# Rob Kerkovich
Rob Kerkovich (geboren am 11. August in Springfield, Massachusetts) ist ein US-amerikanischer Schauspieler.
Ab 2004 war er vor allem als Gastdarsteller in einzelnen Episoden US-amerikanischer Fernsehserien und auch in Kurzfilmen aktiv. Von 2014 bis 2015 hatte er eine feste Rolle in der Fernsehserie Chasing Life. Von 2014 bis 2021 verkörperte er in der Serie Navy CIS: New Orleans, einem Ableger von Navy CIS, den „Forensic Agent“ Sebastian Lund.

## Filmografie (Auswahl)
- 2004: The Devil Cats
- 2008: Cloverfield
- 2009: CSI: Miami (Fernsehserie, 2 Episoden)
- 2009: Lieber verliebt (The Rebound)
- 2011: Happy Endings (Fernsehserie, Episode 1x05 Like Father, Like Gun)
- 2012: Modern Family (Fernsehserie, Episode 4x06 Yard Sale)
- 2012: 2 Broke Girls (Fernsehserie, Episode 2x12 And the High Hollidays)
- 2013: Go On (Fernsehserie, Episode 1x19 Go for the Gold Watch)
- 2013: Brooklyn Nine-Nine (Fernsehserie, Episode 1x01)
- 2013: Parks and Recreation (Fernsehserie, Episode 6x09 The Cones of Dunshire)
- 2013: Masters of Sex (Fernsehserie, Episode 1x09 Involuntary)
- 2014: New Girl (Fernsehserie, Episode 3x19 Fired Up)
- 2014: House of Lies (Fernsehserie, Episode 3x09 Zhang)
- 2014–2015: Chasing Life (Fernsehserie, 12 Episoden)
- 2014–2021: Navy CIS: New Orleans (NCIS: New Orleans, Fernsehserie, 155 Episoden)
- 2017: Galaxy of Horrors